# Marie-Christine Hellmann
Marie-Christine Hellmann (* 12. Juli 1950; † 30. Dezember 2017) war eine französische Klassische Archäologin.
Marie-Christine Hellmann studierte von 1970 bis 1975 an der École normale supérieure de jeunes filles  und der Sorbonne. Anschließend war sie von 1975 bis 1979 Mitglied der École française d’Athènes und nahm an den Ausgrabungen von Delos und Amathous teil. 1983 wurde sie an der Universität Paris I promoviert, 1990 erfolgte ihre Habilitation an der Universität Lyon II.
Von 1980 bis 1985 war sie am Cabinet des Médailles für die Sammlung Wilhelm Froehner verantwortlich. Seit 1985 war sie Mitarbeiterin des CNRS, seit 1991 als Directeur de recherche. Von 1992 bis 2001 war sie am Institut de Recherche sur l’Architecture Antique in Lyon tätig, dann bis 2003 in Paris-Ivry. Ab 2004 war sie am Laboratoire Archéologies et Sciences de l’Antiquité des Maison René-Ginouvès der Universität Paris Ouest-Nanterre angesiedelt. Im Jahre 2012 erhielt sie die Silbermedaille des CNRS und 2013 den Orden der Ehrenlegion.
Im Jahr 2015 trat sie in den Ruhestand.
Ihre Forschungsgebiete waren die Geschichte der griechischen Architektur und die Geschichte des Antikensammeln.

## Schriften (Auswahl)
- mit Philippe Fraisse: Le monument aux hexagones et le portique des Naxiens (= Exploration archéologique de Délos 32). École française d’Athènes, Athen, Paris 1979
- Paris-Rome-Athènes: le voyage en Grèce des architectes français. École nationale supérieure des Beaux-Arts, Paris 1982
- Lampes antiques, I. Collection Froehner. Bibliothèque nationale de France, Département des monnaies, médailles et antiques, Paris 1985
- Lampes antiques, II. Fonds général. Bibliothèque nationale de France, Département des monnaies, médailles et antiques, Paris, 1987
- Lampes antiques, III. Fonds général. Lampes chrétiennes. Bibliothèque nationale de France, Département des monnaies, médailles et antiques, Paris, 1996
- Wilhelm Froehner. Bibliothèque nationale de France, Département des monnaies, médailles et antiques, Paris 1982
- Recherches sur le vocabulaire de l’architecture grecque, d’après les inscriptions de Délos. École française d’Athènes, Athen, Paris 1992
- L’Architecture grecque. Hachette, Paris 1998, 2. Auflage 2007. Griechische Auflage, Athen 2003
- Choix d’inscriptions architecturales grecques, traduites et commentées (= Travaux de la Maison de l’Orient 30). Lyon 1999.
- L’Architecture grecque
  - Bd. 1: Les principes de la construction. Picard, Paris 2002
  - Bd. 2: Architecture religieuse et funéraire. Picard, Paris 2006
  - Bd. 3: Habitat, urbanisme et fortifications. Picard, Paris 2010
- (Hrsg.): L’architecture grecque (= Dossiers d’archéologie Nr. 342). Dijon 2010

- Website, jährlich aktualisiert: „Bibliographie analytique de l’architecture grecque“